# 인류의 다섯 시대
인류의 다섯 시대(Τα Πέντε Γένη του, 고대 그리스어)란 그리스 신화에서 인간이 프로테메우스와 아테나에게 창조된 후 생긴 다섯 시대를 가리키는 말이다. 이것에 대해 처음 말한 자는 헤시오도스다. 헤시오도스의 일과 나날에 나왔고, 현재까지 수많은 그리스 로마 신화 연구자들이 연구해 오던 것들 중 하나이다. 인간의 다섯 시대이지만, 각 시대마다 인간들과 같이 공존했던 종족들도 있던 것으로 추정된다(물론 신화에서).

## 인류의 다섯 시대

### 황금의 시대
제우스의 아버지이자 티탄들의 왕 크로노스가 세계를 지배하던 태초의 시대 중 하나다. 그런데 많은 사람들이 이 점을 비판하는데, 이것은 인류가 제우스가 크로노스를 타르타로스로 몰아내고 난 후 프로메테우스가 인간을 만든 후의 이야기여서다. 하지만 루카스 크라나흐의 황금시대라는 그림에서는 가이아가 헤라에게 제우스와의 결혼을 축하할 때 준 황금 사과나무가 그려져 있다. 그래서 아직까지도 황금의 시대의 정확한 시점은 알려진 바가 없다. 이 시대에 살던 황금의 종족은 아무런 걱정도 고통도 몰랐으며 삶은 축제의 연속이었다. 이 종족은 늙지도 않고 죽음도 두려워하지 않았다. 힘들게 농사를 짓지 않아도 풍성하게 수확할 수 있었으며, 신들의 사랑을 받으면서 모든 것을 평화롭게 나누고 욕심을 부리지 않았다. 그렇게 일생을 온갖 재앙과는 인연 없이, 축제 속에서 즐겁게 살다가 죽을 때가 되면 마치 잠에 드는 것처럼 편안하게 죽음을 맞이했다. 여기서 신들의 사랑을 받는다는 것과 풍요로운 삶을 사는 것에서 사람들은 이게 '티탄 크로노스가 세계를 지배하는 시점이 아니다' 라는 의견이 많이 나오는 부분이다. 황금의 종족은 멸망한 뒤에도 좋은 영혼이 되어 보이지 않는 곳에서 선한 일을 하며 사람들을 도와주고 있다. 이것들이 우리가 옳음 결정과 정의로운 일을 하게 돕는다고 한다. 이는 소크라테스가 말한 다이몬이다. 사람들에 의하면 판도라가 항아리를 열었을 때 나왔던 온갖 해로운 것들이 황금의 시대를 종말 시켰다고 한다.                                                                                                                        

### 은의 시대
올림포스의 신들이 지배하기 시작한 시대. 은의 종족은 황금의 종족에 비하면 매우 열등했다. 성장이 느려서 백 년 동안이나 어머니의 보살핌을 받아야 했고, 어른이 되어서는 어렸을 때보다 더 어리석었기 때문에 온갖 종류의 고통을 겪으면서 무모함 때문에 곧 죽어버렸다. 서로 범죄 행위 같은 나쁜 짓을 저질러도 억제할 능력이 없었기 때문이라고 한다. 결국 신들을 공경하지 않고 자기들끼리만 잘 살고 신들을 이기려고 들어서 늑대인간이 된 리카온을 제우스가 시험해서 결국 프로테메우스의 아들 데우칼리온과 판도라와 에피메테우스의 딸 피라 부부만 거대한 방주로 살아남았다. 그리고 등 뒤로 돌을 던지며 새로운 인간들을 창조해내었다. 하지만 하데스가 다스리는 지하 세계에선 축복 받은 인간이라 불리고 두 번째 지위의 명예가 부여되었다고 한다.

### 청동의 시대
인간들이 청동을 쓰고 폭력에 열중한 시대. 청동의 종족은 물푸레나무로 만든 무섭고 사나운 종족이었다. 곡식은 먹지 않으며 강하고 억센 마음을 지녔고 커다란 덩치에 엄청난 힘을 지닌 무적의 팔들을 갖고 있었다. 하지만 아무리 강한 인간들이었지만, 어두운 죽음의 신에게 사로잡히면 죽었다. 결국 자기들끼리 서로 찌르고 죽이다가 지하 세계로 내려가 이름 없는 인간들이 되었다. 학자들은 청동기 시대 미케네 문명에 대한 신화적 서술로 본다.

### 영웅들의 시대
우리가 아는 페르세우스, 헤라클레스, 아킬레우스 등이 활약한 그 시대이다. 신(神)의 피를 가진 인간이자 청동의 종족보다 선량한 영웅의 종족이 활약한 시대이다. 아버지나 조부, 증조부, 고조부 중 아무나 신이기만 하면 영웅으로 분류됐다. 그러므로 사실상 반신(半神)이 영웅의 종족을 가리킨다고 볼 수 있다. 이런 경우가 대부분인데, 이아손은 헤라의 사랑만 받고도 대단한 영웅이 되었다. 제우스가 인간이나 님프, 다른 여신들을 덮치면서 내세웠던 명분이 인간의 힘을 빌리지 않으면 승리를 얻을 수 없다고 한 기간토마키아를 대비하기 위해서였다. 결국 모든 영웅들 중에서 가장 뛰어난 대영웅 헤라클레스가 신으로 승천해서 예언대로 기간토마키아를 승리로 이끌었다. 원래 신의 적들을 물리치기 위해 탄생 시켰으나, 이처럼 강력한 존재가 지상에 너무 늘어났기 때문에 위협을 느낀 신들은 여러 방법으로 이들을 숙청 했다. 가장 큰 규모를 뽑으면 테베 공방전(테베공략 7 장군과 에피고노이 두 작품에 걸쳐 이어지는 사건)과 트로이 전쟁 같은 인간들 간의 전쟁이었고 그 외에도 칼리돈의 멧돼지 사냥을 비롯한 여러 분쟁으로 영웅들을 서로 죽이게 하여 멸망 시켰다. 그리고 후손과 나머지 영웅 대부분은 그리스 각지의 왕가 조상이 되었다. 일부의 축복 받은 영웅 엘리시움에 간 영웅들보다도 더 드물게 페르세우스, 헤라클레스, 디오스쿠로이 형제와 같이 신들의 피가 짙고 가장 사랑을 가장 많이 받은 영웅들은 인간의 부분을 버리고 올림포스로 올라가 신격화되었다. 영웅들의 별자리들은 이들이 승천한 것으로 여겨졌었다. 학자들은 바다 민족에 의해 지중해 문명권들이 쑥밭이 된 시대를 신화적으로 미화한 것으로 본다.

### 철의 시대
현재의 시대다. 인간의 타락상에 절망한 신들이 하늘로 올라갈 때로 마지막까지 남아서 정의를 호소하며 다시 내려오라는 정의의 여신 아스트라이아가 지상을 떠난 시대이기도 하다. 결국 신들은 이들을 죽여봤자 소용없다고 생각하고 심지어 아스트라이아까지 모든 그리스 신들이 인간들을 버렸다. 한편 신화 외적으로, 그리스인들이 기독교화된 끝에 결국 그리스 신화가 종교로서의 수명을 다한 시기로 보는 이들도 있다. '예수의 등장으로 신들이 숨어버렸다는' 얼핏 보면 황당하기 그지없는 결말이 나올 정도였다. 다만 그리스에서는 이걸로 시대 구분은 종료되지만, 로마에서는 언젠가 다시 황금의 시대가 돌아온다는 관련 격언이 있을 정도로 황금 시대의 재래를 기다렸다고 한다. 하지만 나중에 제우스가 그리스 인들을 버리고 떠날 때 타르타로스에 있던 크로노스를 해방시켜 로마로 보내어 농업의 신 새턴이 되게 만들었으니, 어쩌면 황금의 시대가 다시 한 번 시작된 것이 맞을지도 모른다.